# Myriam Spiteri Debono
Myriam Spiteri Debono (25 de outubro de 1952) é uma política maltesa, atual Presidente de Malta desde 2024. É a primeira mulher gozitana a ser eleita para a posição. Ela foi presidente do Parlamento de Malta entre 1996 e 1998, e a primeira mulher na posição.